# Stictoleptura maculicornis
Paracorymbia maculicornis là một loài bọ cánh cứng trong họ Cerambycidae.

## Hình ảnh

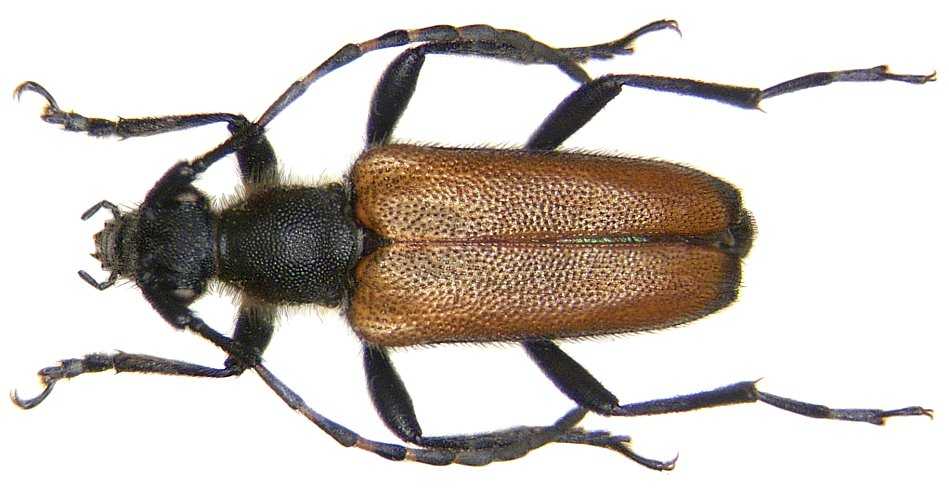
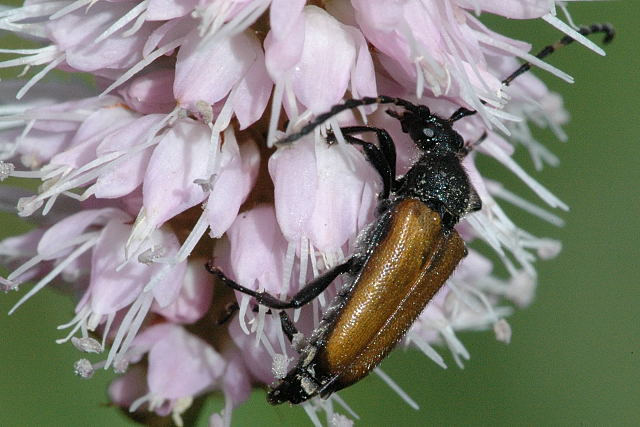
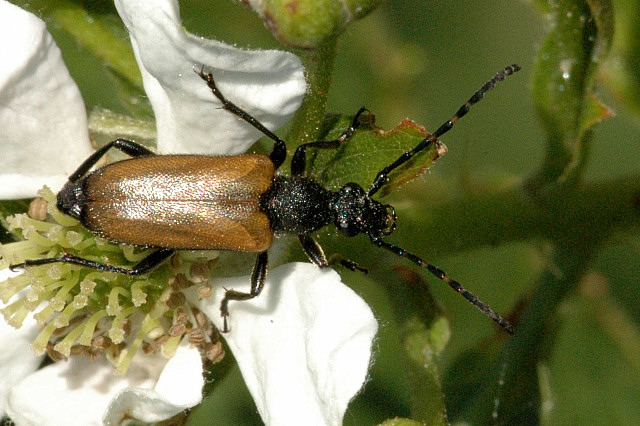
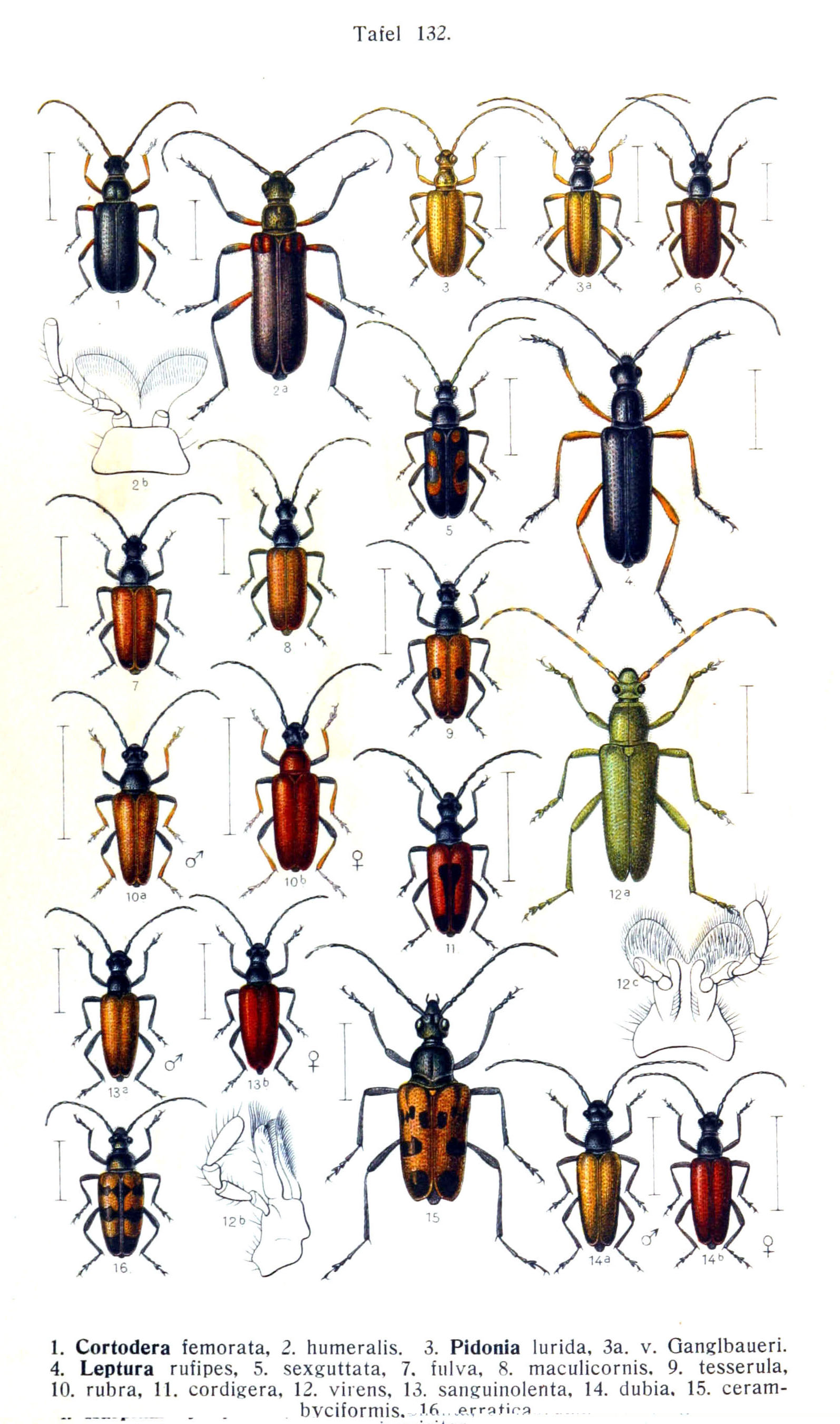